# Waterloo (Sierra Leone)
Waterloo è un centro abitato della Sierra Leone, situato nell'Area Occidentale.